# Molenfeesten Oostvleteren
De Molenfeesten in de Belgische plaats Oostvleteren waren een jaarlijks volksfeest ter ere van de lokale molentraditie, landbouwcultuur en geschiedenis. De festiviteiten, die voor het eerst plaatsvonden in 1974, kenden hoogtepunten als de Molenstoet en de verkiezing van de Molenprinses. De feesten brachten de gemeenschap gedurende meerdere decennia samen, tot de laatste editie in 2015.

## Geschiedenis van de Molenfeesten
De Molenfeesten werden voor het eerst gevierd op zeven en acht september 1974 ter gelegenheid van de plaatsing van de Meestersmolen in Oostvleteren, oorspronkelijk gebouwd in 1760 in Gijverinkhove en sinds 1943 als monument beschermd. In 1963 kocht burgemeester René De Meester de molen met het plan deze naar Oostvleteren te verplaatsen en te restaureren. Na administratieve vertragingen bereikte de molen in 1973 zijn nieuwe locatie nabij de Kortekeer. De restauratie werd afgerond in 1974, waarna de molen officieel in gebruik werd genomen. De Meestersmolen is de enige nog bestaande windmolen in Vleteren (België) en blijft een symbool van de geschiedenis van de regio.
De inhuldiging van de Meestersmolen bood tevens de ideale gelegenheid om de 100e verjaardag van Camiel Devloo, een inwoner van Oostvleteren feestelijk te vieren. 

## Belangrijke onderdelen van de Molenfeesten

### De Molenprinsesverkiezing
De verkiezing van de Molenprinses was een jaarlijks terugkerend onderdeel van de feesten. De verkiezing werd gehouden tijdens een feestbal en de titel werd jaarlijks doorgegeven aan een nieuwe Molenprinses. In 1986 werd echter geen dertiende prinses benoemd wegens een gebrek aan kandidaten. De prinses nam onder andere deel aan de Molenstoet en de ovenkoekenworp bij de ontbinding van de stoet.

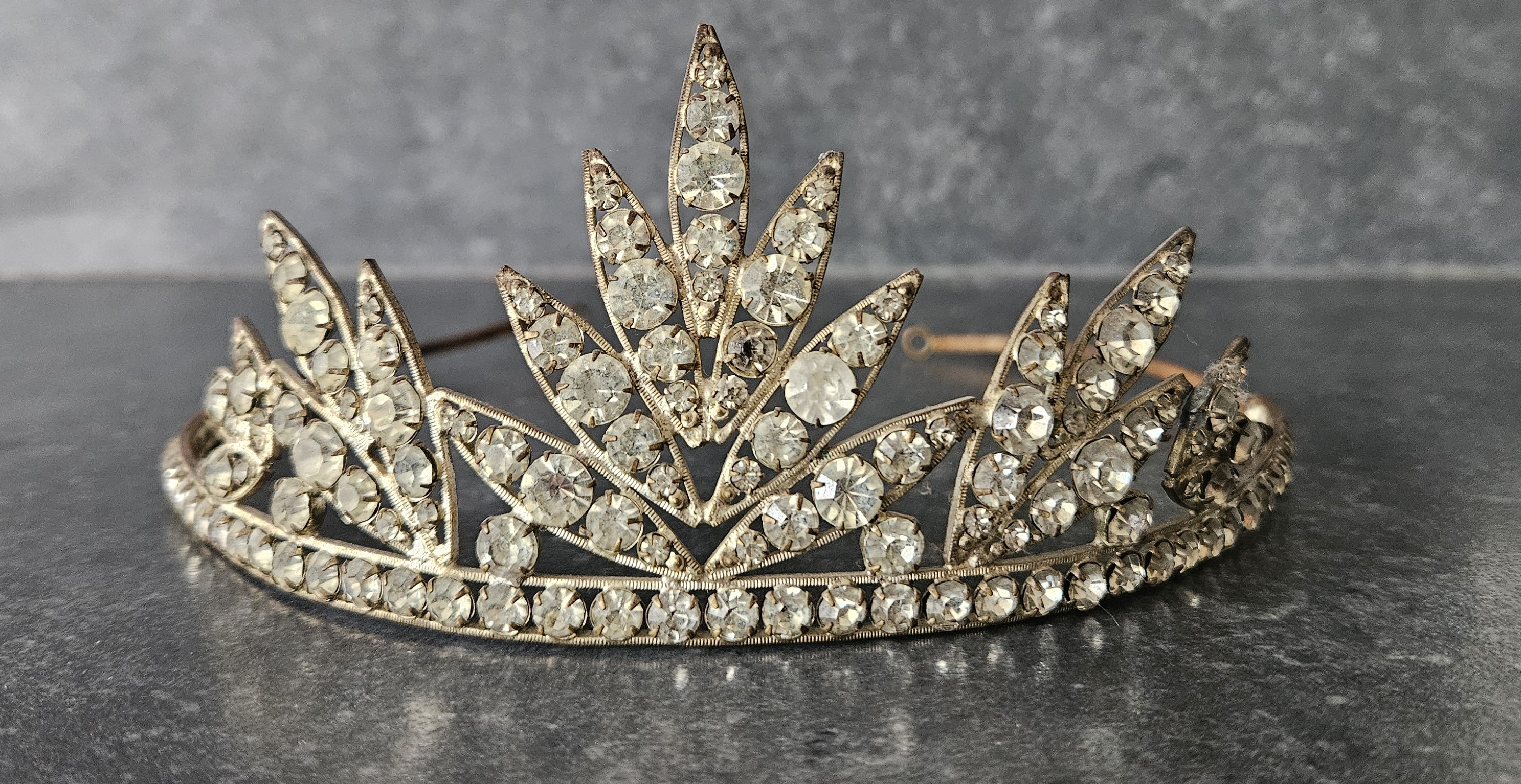
Een Kroon gedragen door de Molenprinses gedurende haar titelperiode.

| Lijst van Molenprinsessen | Lijst van Molenprinsessen | Lijst van Molenprinsessen | Lijst van Molenprinsessen | Lijst van Molenprinsessen | Lijst van Molenprinsessen | Lijst van Molenprinsessen | Lijst van Molenprinsessen |
| ------------------------- | ------------------------- | ------------------------- | ------------------------- | ------------------------- | ------------------------- | ------------------------- | ------------------------- |
| 1974                      | Lucrèse Nollet            | 1977                      | Marianne Depoorter        | 1980                      | Caroline Deleye           | 1983                      | Katia Leclercq            |
| 1975                      | Marianne Debruyne         | 1978                      | Carine Coulier            | 1981                      | Kristien Moerman          | 1984                      | Mia Cloet                 |
| 1976                      | Martine Verhelst          | 1979                      | Katleen Messelis          | 1982                      | Christine Deleye          | 1985                      | Ann Maeseele              |

### De Molenstoet
De Molenstoet werd om de vijf jaar georganiseerd en illustreerde het landelijke leven en de activiteiten rond de molen. Hij vertrok vanuit de Westvleterenstraat en trok door verschillende straten van Oostvleteren en bevatte talrijke taferelen zoals het ambacht van molenbouw, graanverwerking, oogstfeesten en de gemeenschappelijke viering van de oogst. De stoet werd getrokken door paarden en werd afgesloten door de Molenprinses en haar eredames, die de traditionele ovenkoekenworp uitvoerden. De optocht bestond uit verschillende onderdelen, die het oude landbouwleven en de geschiedenis van de regio in beeld brachten. De laatste editie van de Molenstoet in 2015 trok 9000 toeschouwers.

### Activiteiten tijdens de Molenfeesten
Naast de verkiezing van de Molenprinses en de Molenstoet omvatten de Molenfeesten een reeks andere lokale activiteiten. Gedurende de feesten werd een avondmarkt georganiseerd en een rommelmarkt waar inwoners en lokale handelaren hun waren aanboden. Op zondag vond een tentoonstelling plaats in het schuurtje naast de molen, vergezeld door een wandelzoektocht die het culturele en historische erfgoed van de omgeving in de kijker zette. In 1982 vond de zwijntjeskoers plaats, waarbij varkens werden aangemoedigd in een race. Krachtpatser Walter Arfeuille gaf in 1980 een speciale act waarbij hij zijn fysieke kracht toonde. Deze andere activiteiten zorgden voor de nodige animatie tijdens de Molenfeesten.

## Van Molenfeesten naar evenementen rond de molen
Door de jaren heen evolueerden de Molenfeesten. De vernieuwing van de feestcommissie in 1998 leidde tot de hernieuwde organisatie van de Molenstoet in 2000. Hiermee keerden de Molenfeesten terug, na een periode van minder frequente edities.
De coronapandemie, een tekort aan leden in de feestcommissie en de hoge kosten voor het onderhoud van de wagens betekende het einde voor de Molenstoet. De laatste editie van de Molenfeesten vond plaats in 2015 en de Molenstoet wordt sindsdien niet meer georganiseerd.  
De cultuurdienst van Vleteren organiseert sindsdien alternatieve evenementen rond de Meestermolen.
In 2016 vond het eerste Molenwiekend plaats, een evenement rond de Meestersmolen met een maaltijd, muzikale randanimatie, een tentoonstelling en als afsluiter de molenkoekenworp.

## Afbeeldingen

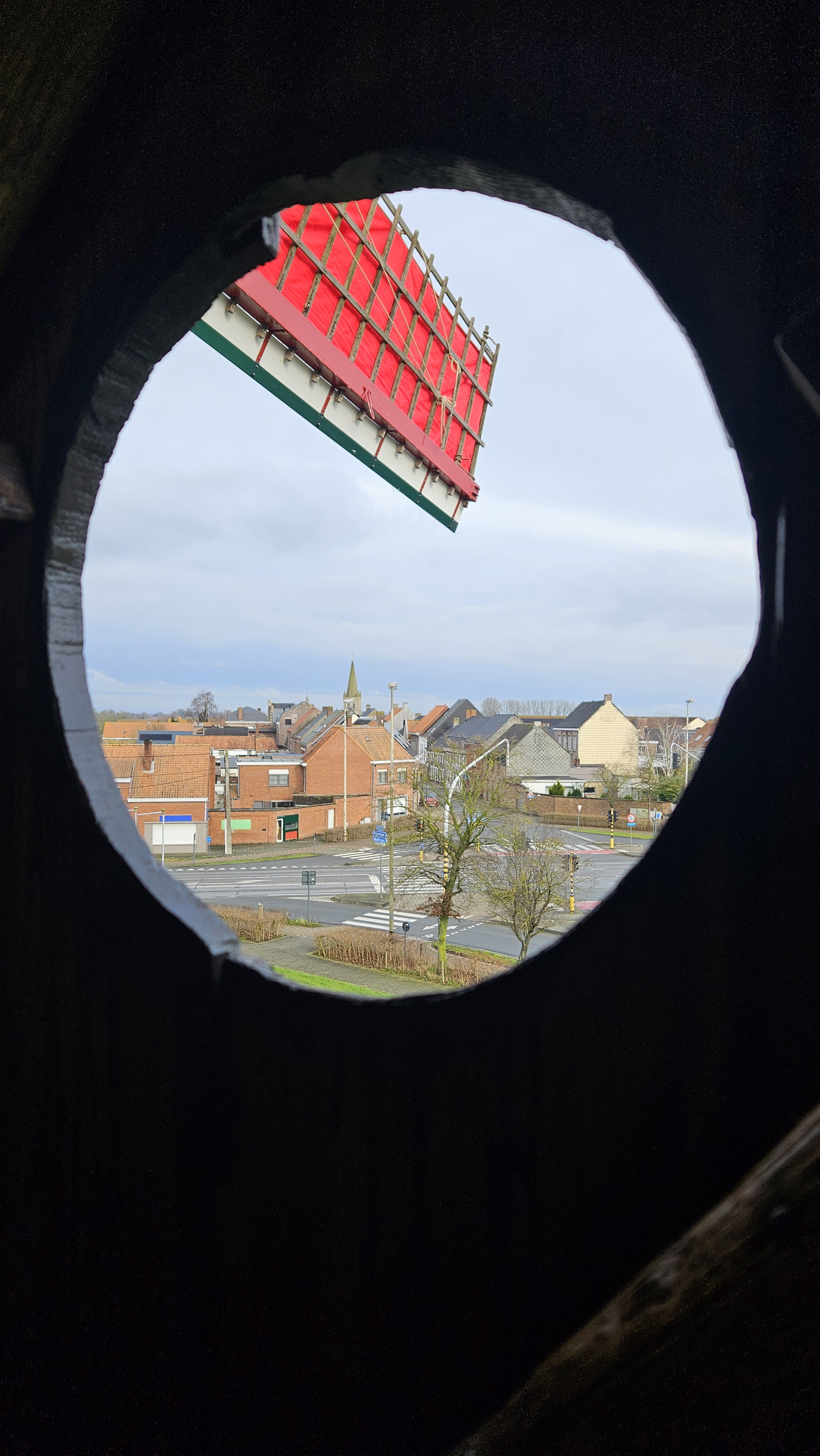
Zicht vanuit De Meestersmolen op de Kortekeer
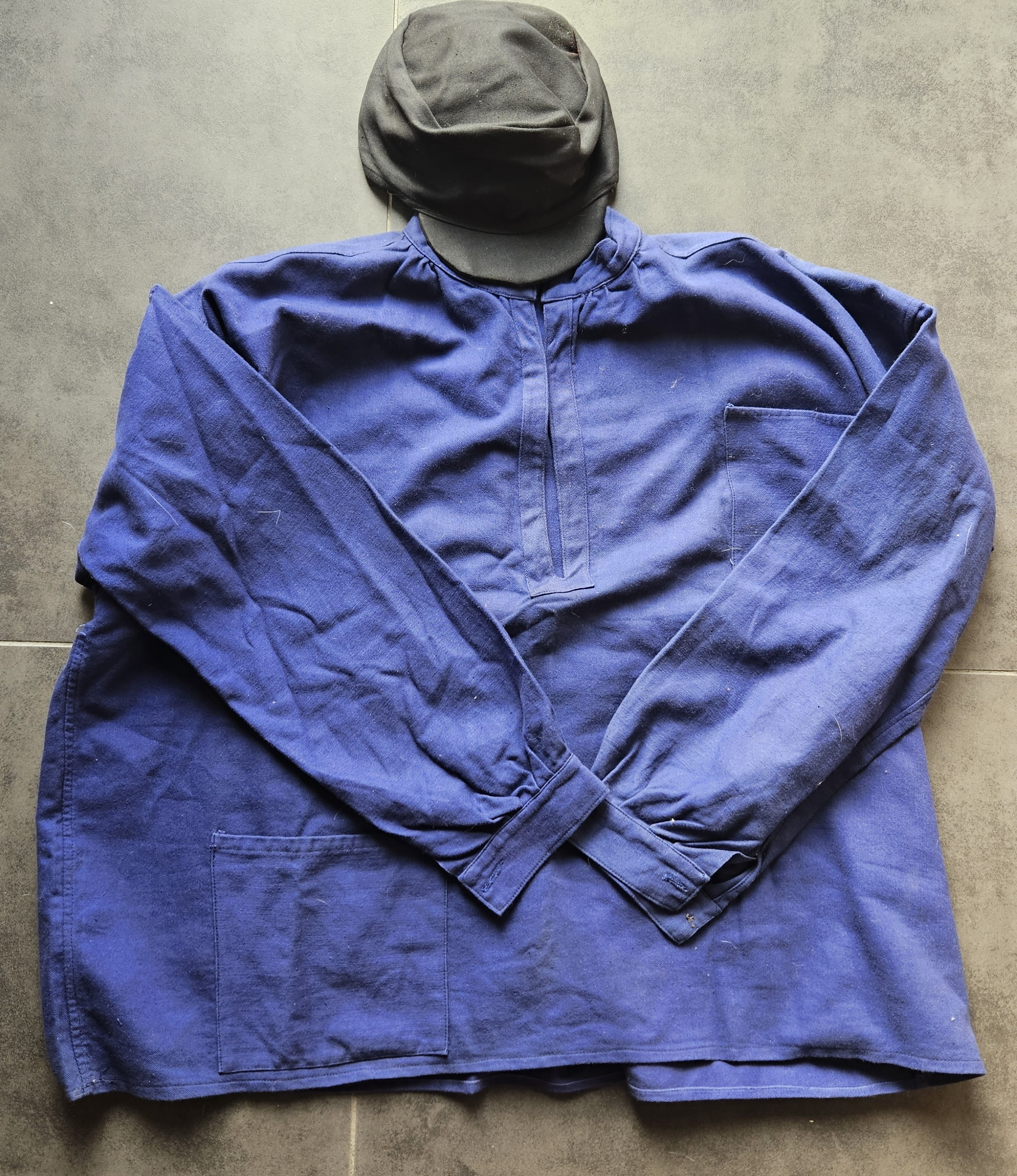
Traditionele boerenkleding
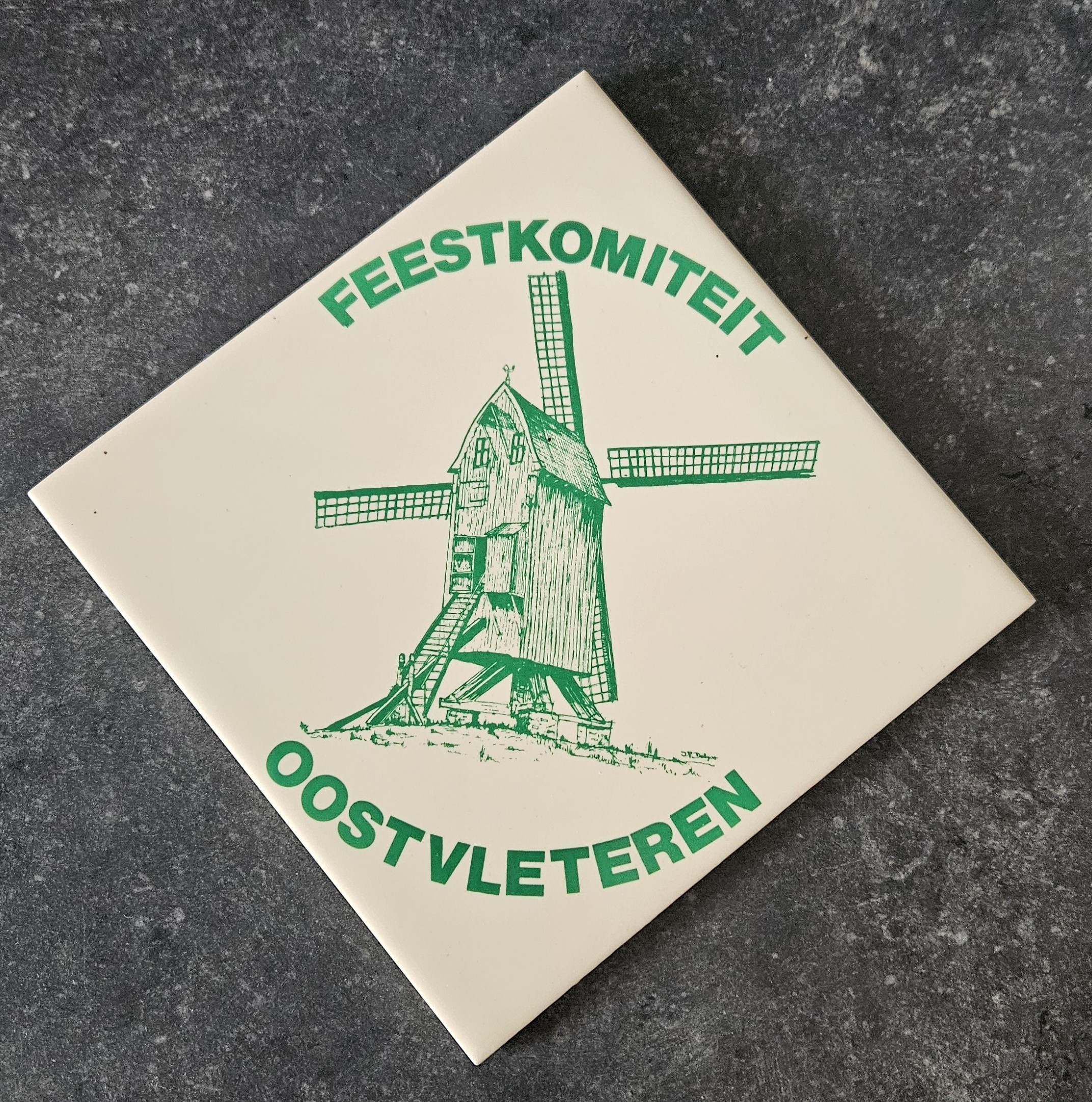
Een herinneringstegel
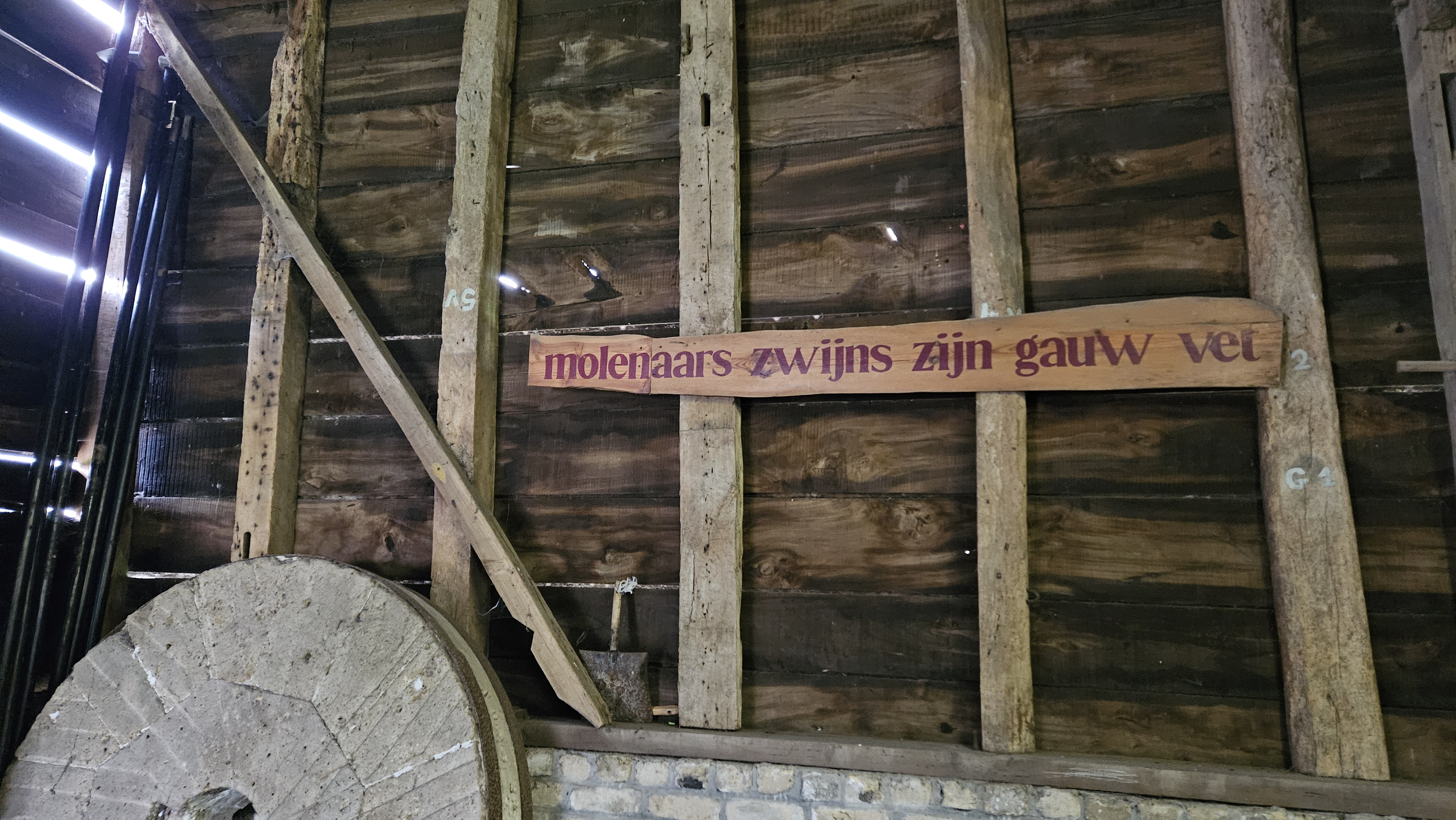
Spreuk: molenaars zwijns zijn gauw vet
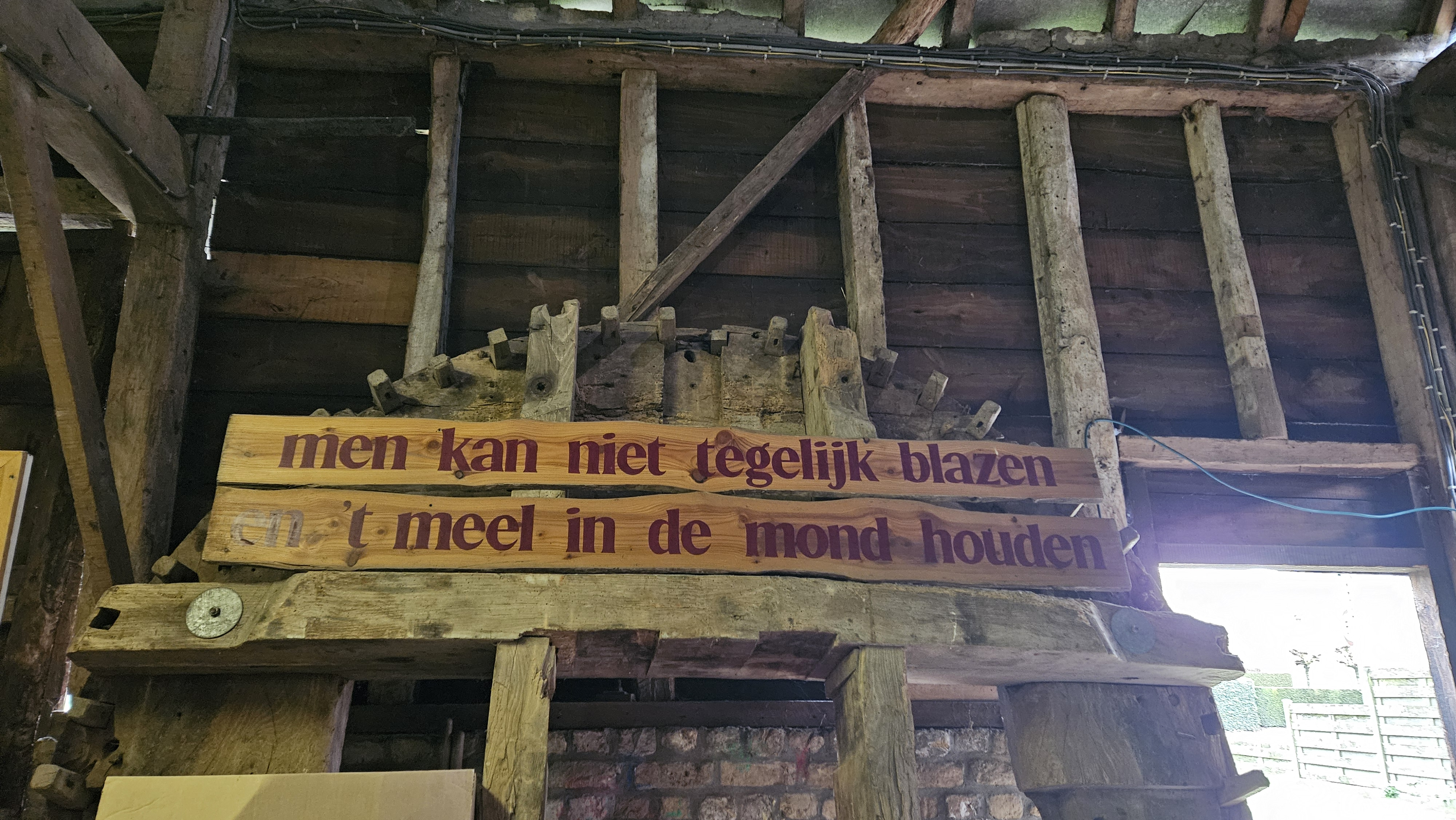
Spreuk: men kan niet tegelijk blazen en ‘t meel in de mond houden
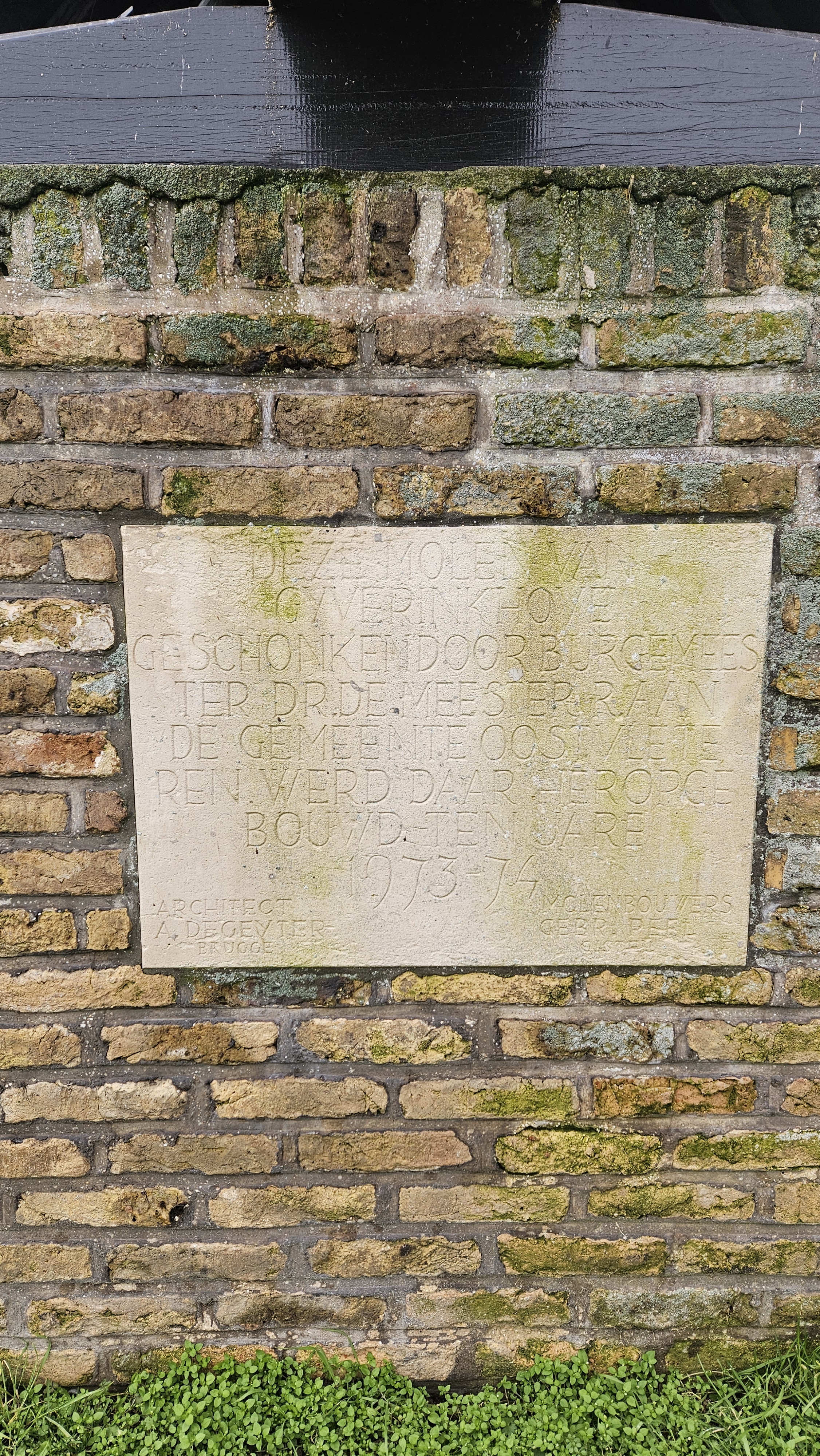
Plaat aan het onderstel van De Meestersmolen
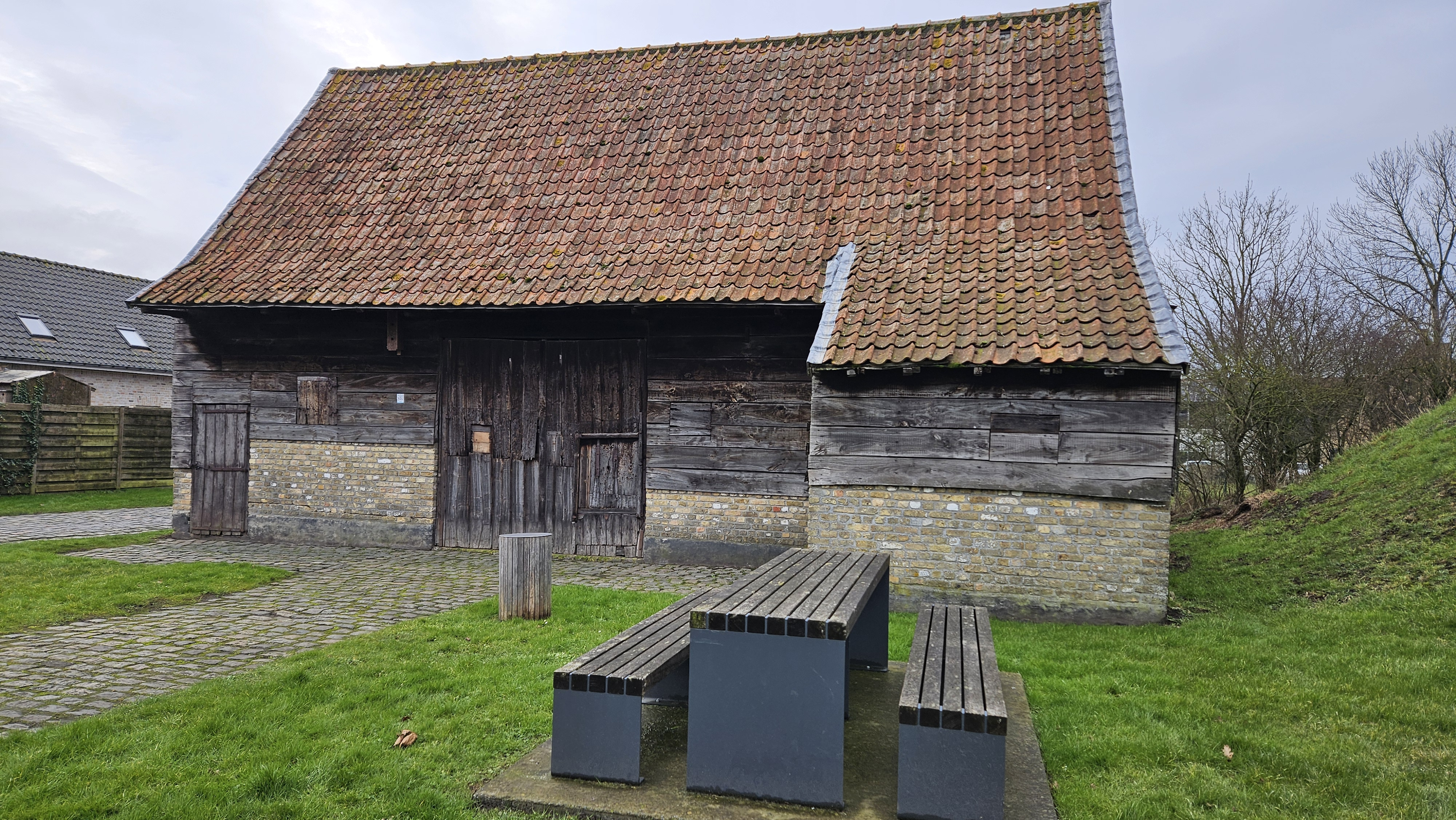
Schuur naast De Meestersmolen
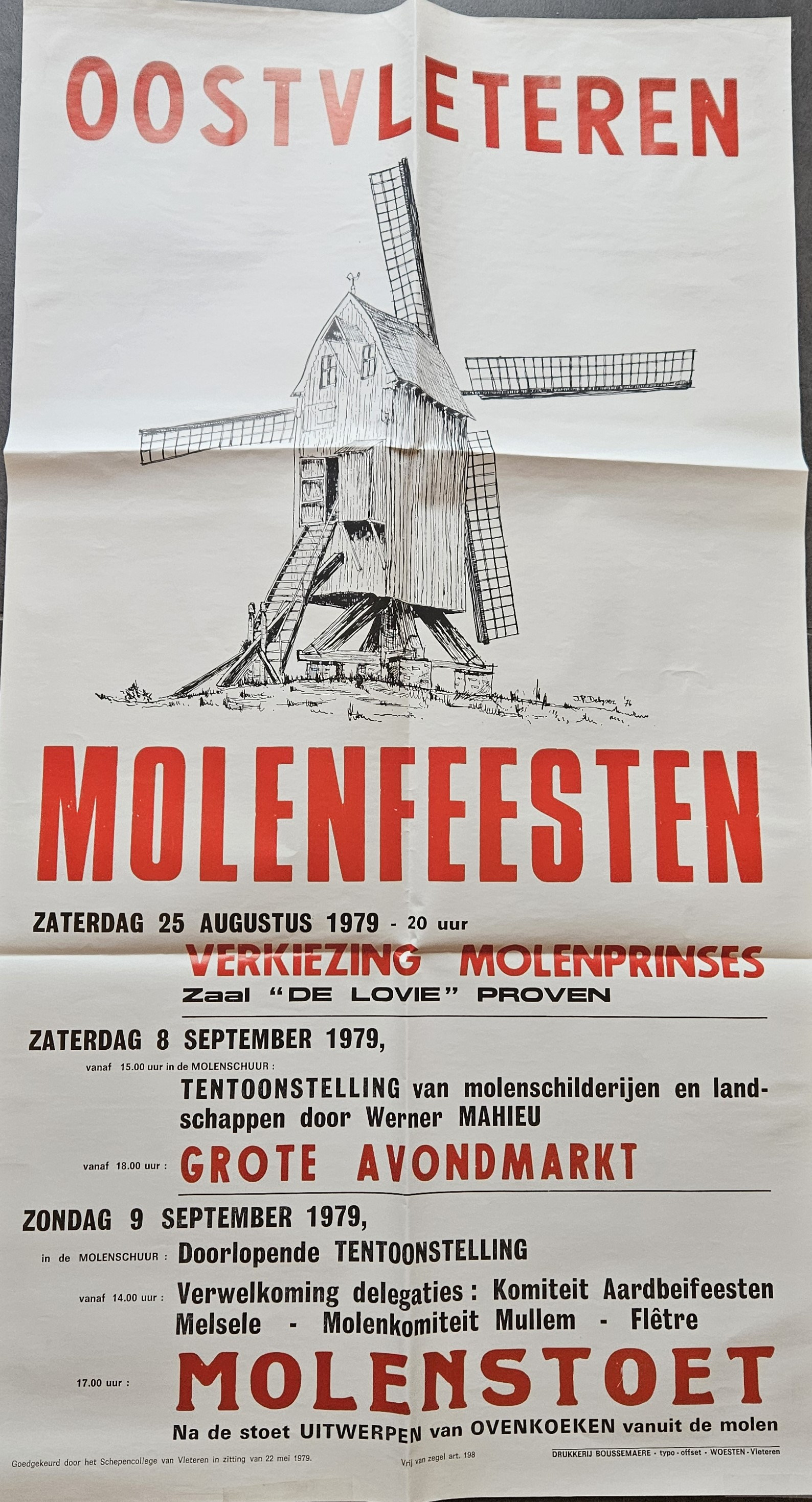
Affiche Molenfeesten 1979 Oostvleteren
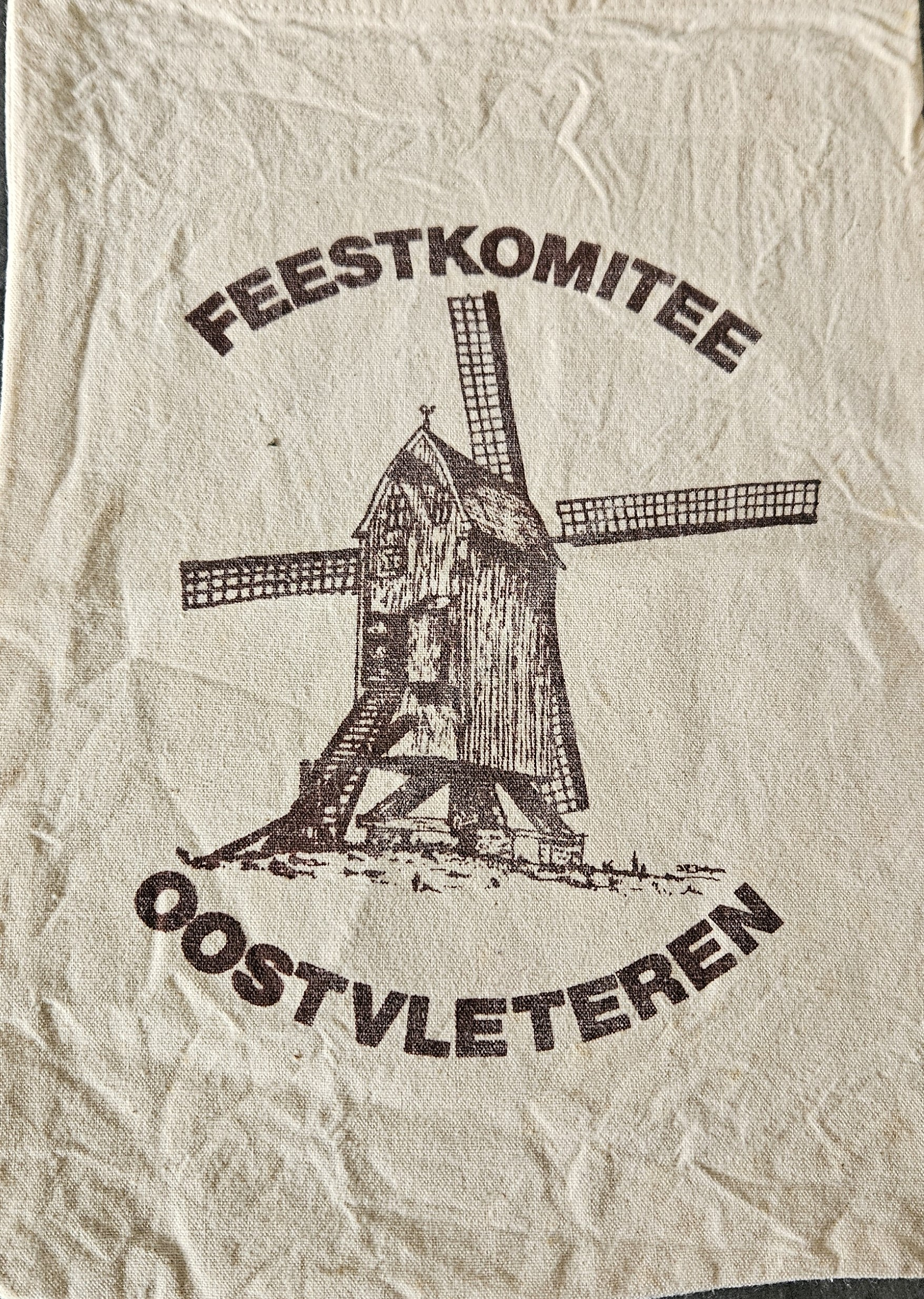
Meelzak
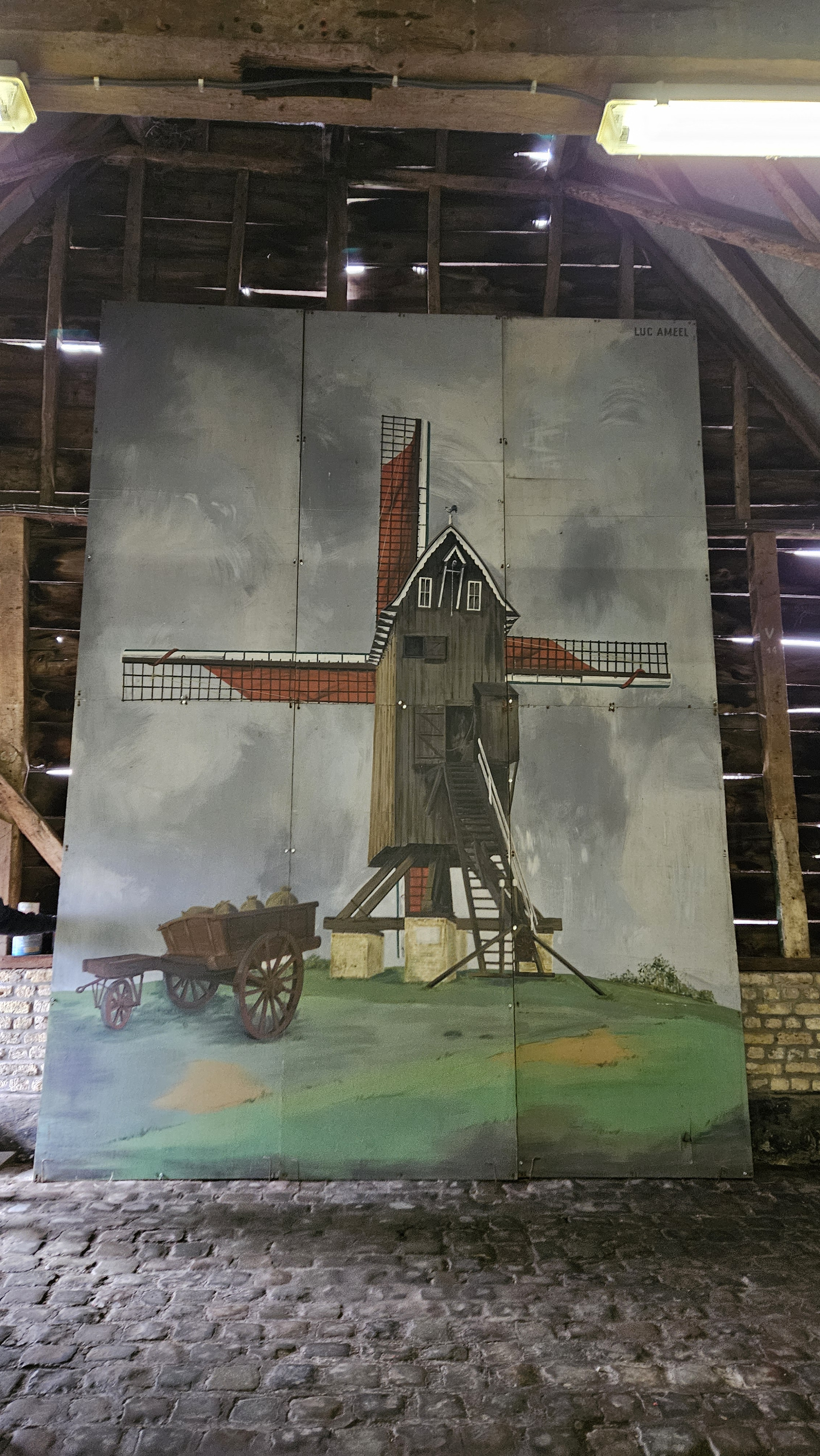
Schilderij geschonken door Luc Ameel
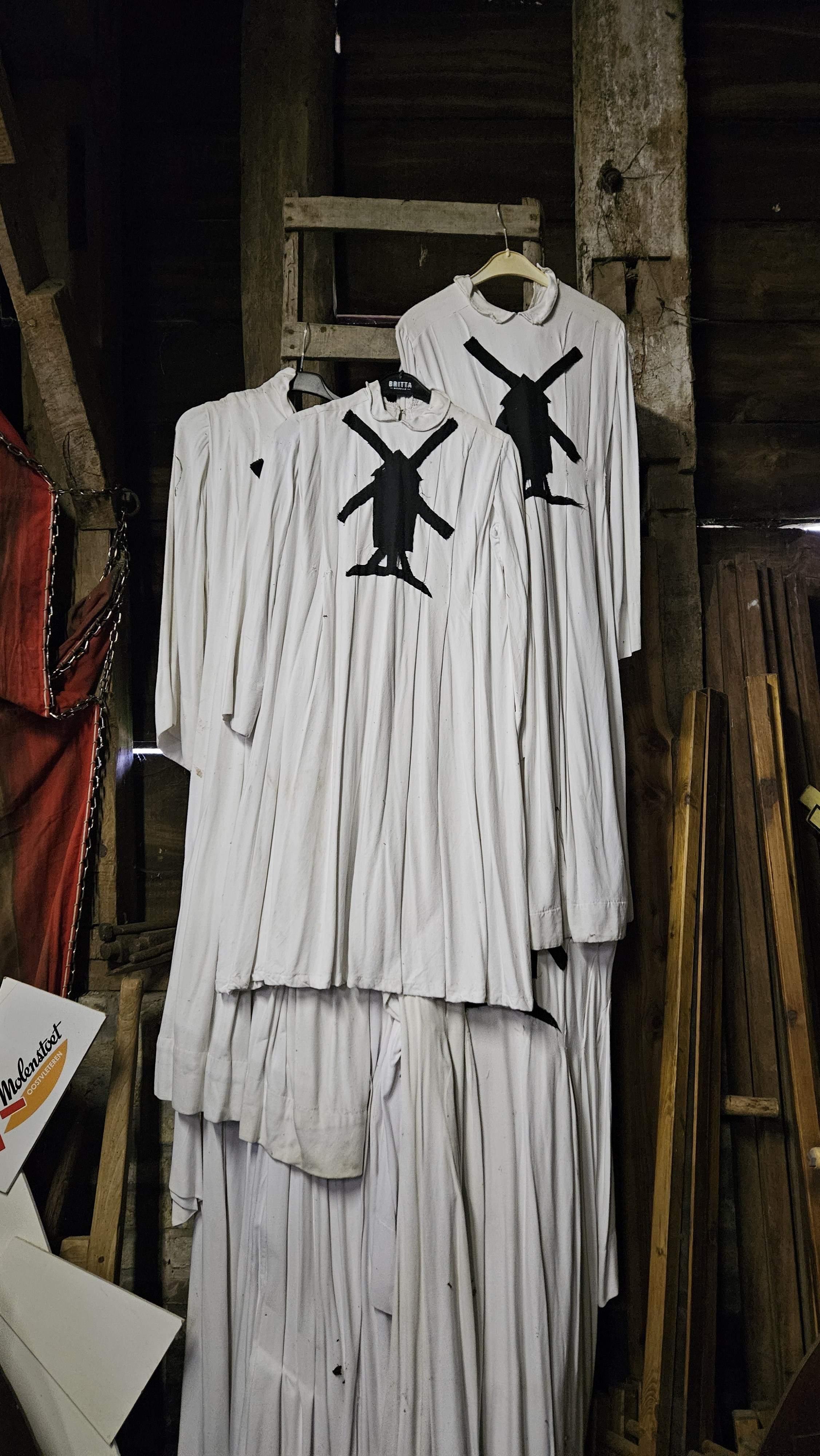
Kledij molenmeisjes
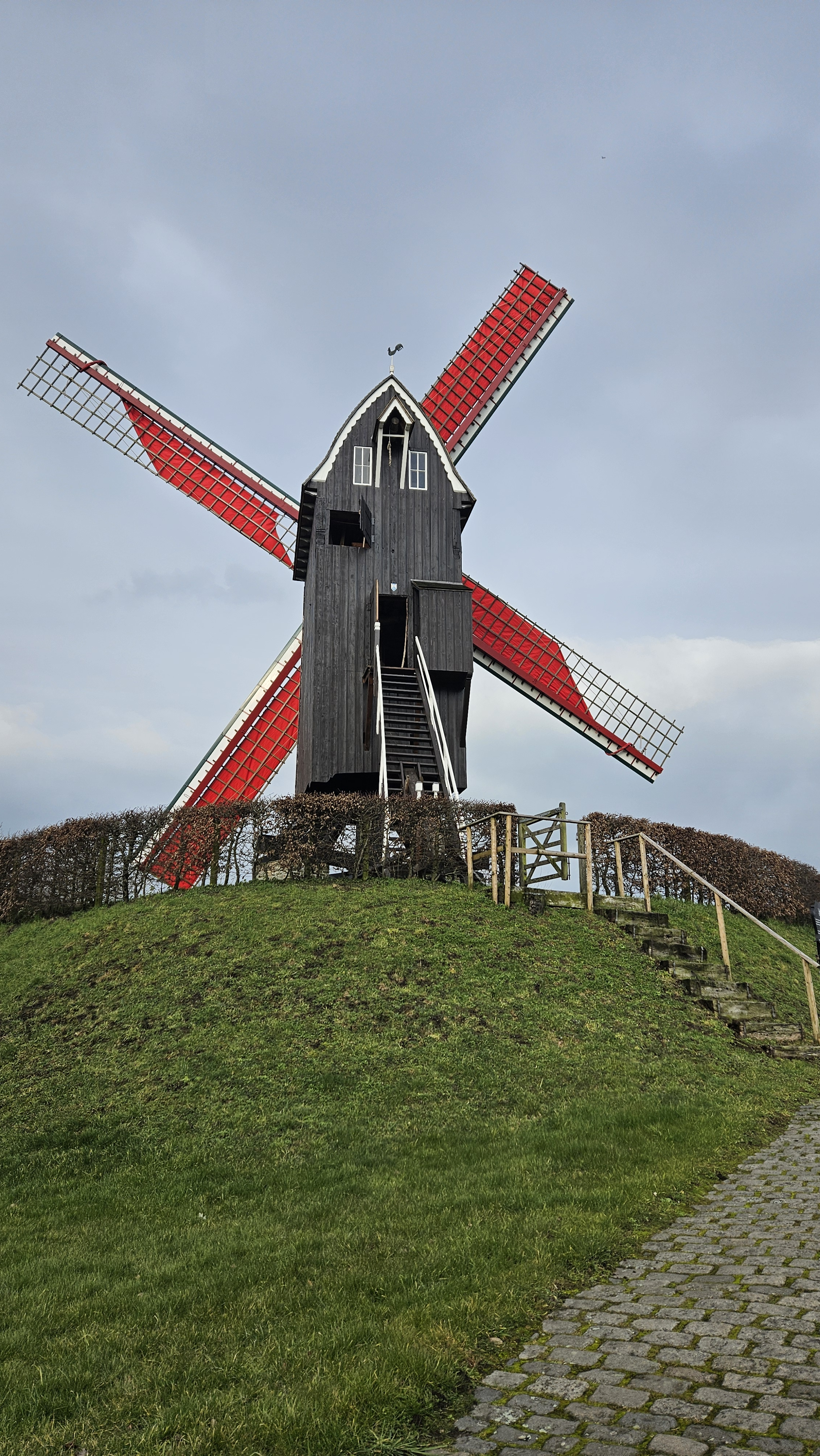
De Meestersmolen
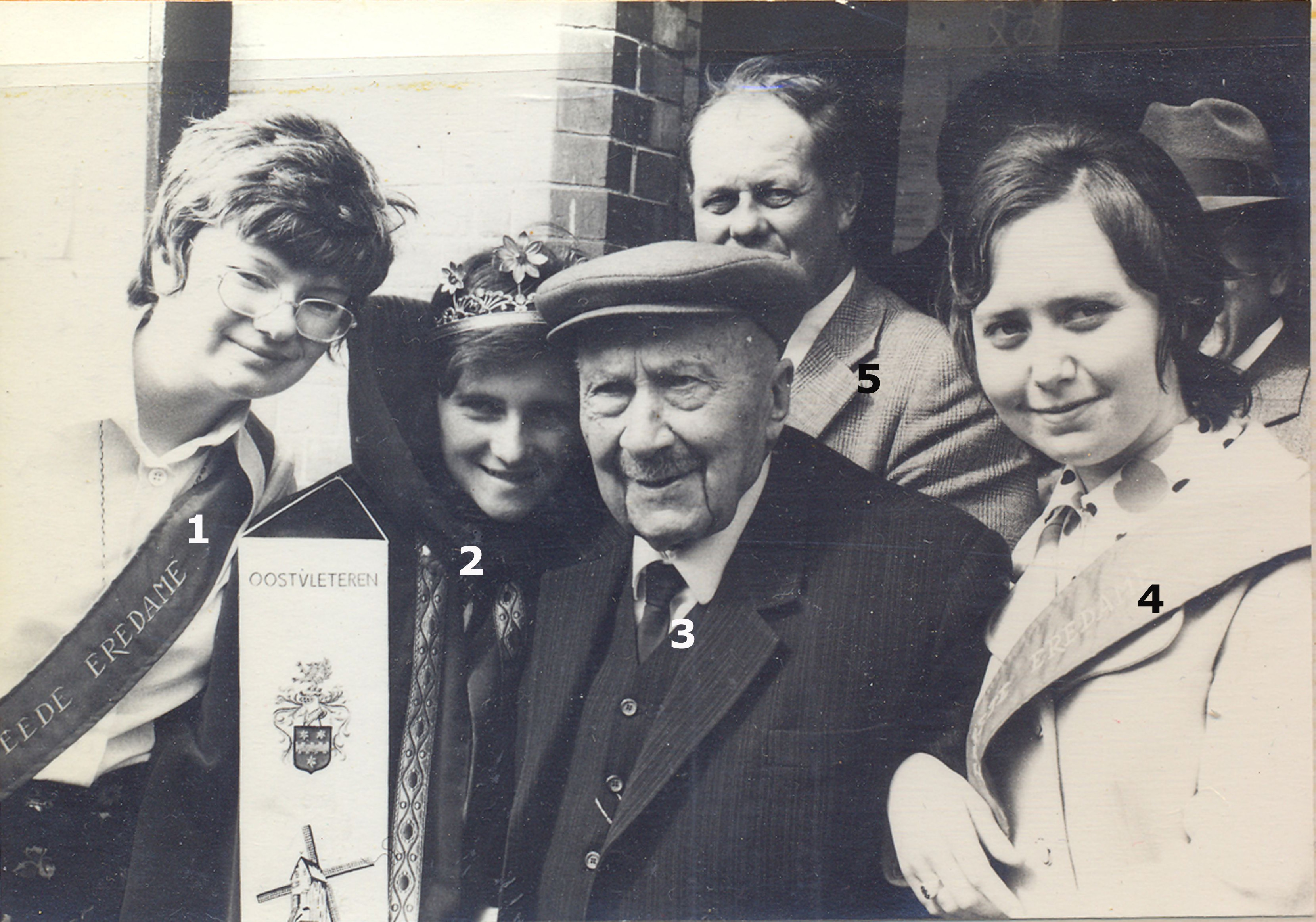
Molenprinses huldigt de 100 jarige Camiel Devloo
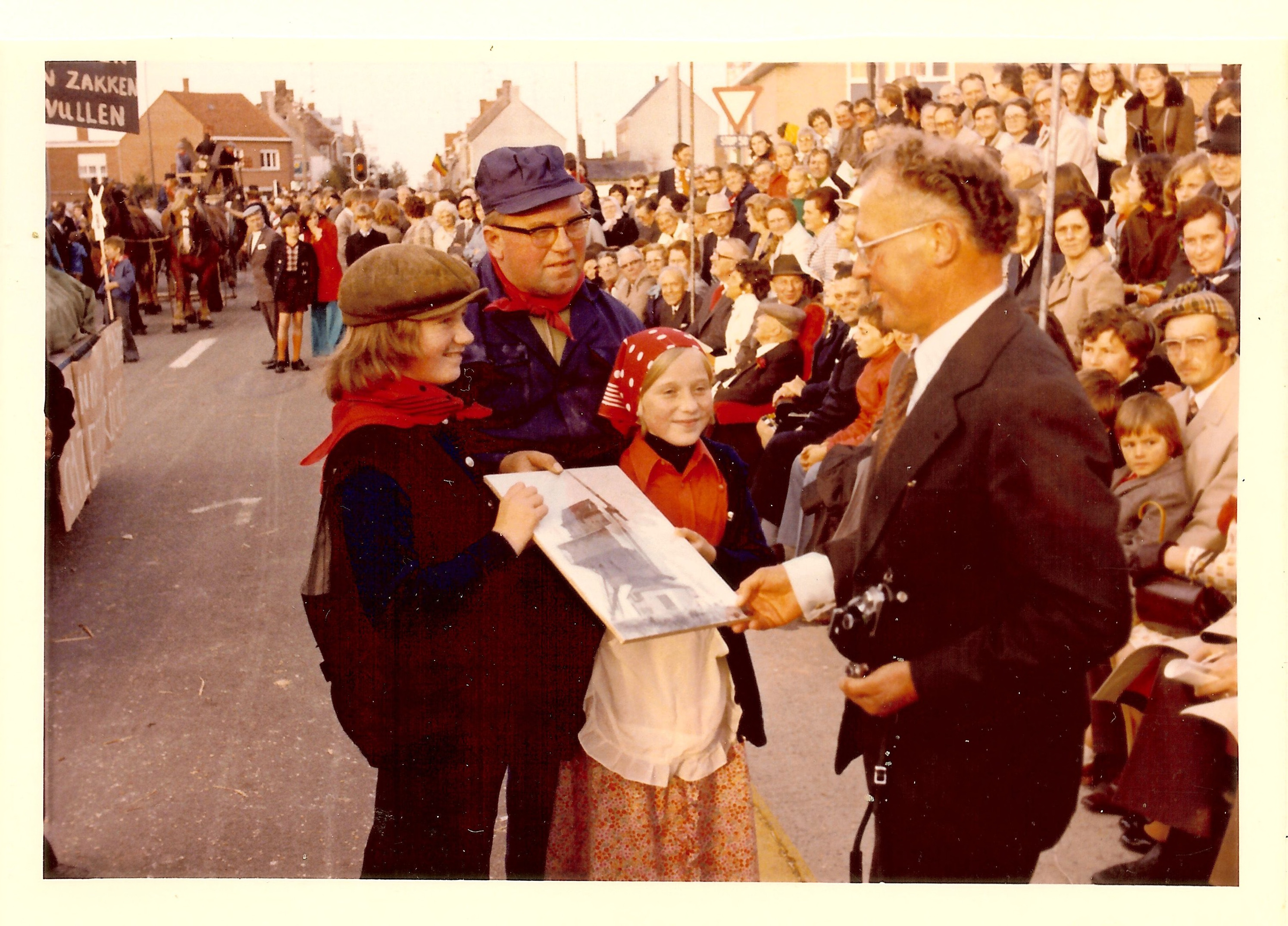
Schilderij wordt overhandigd aan René De Meester
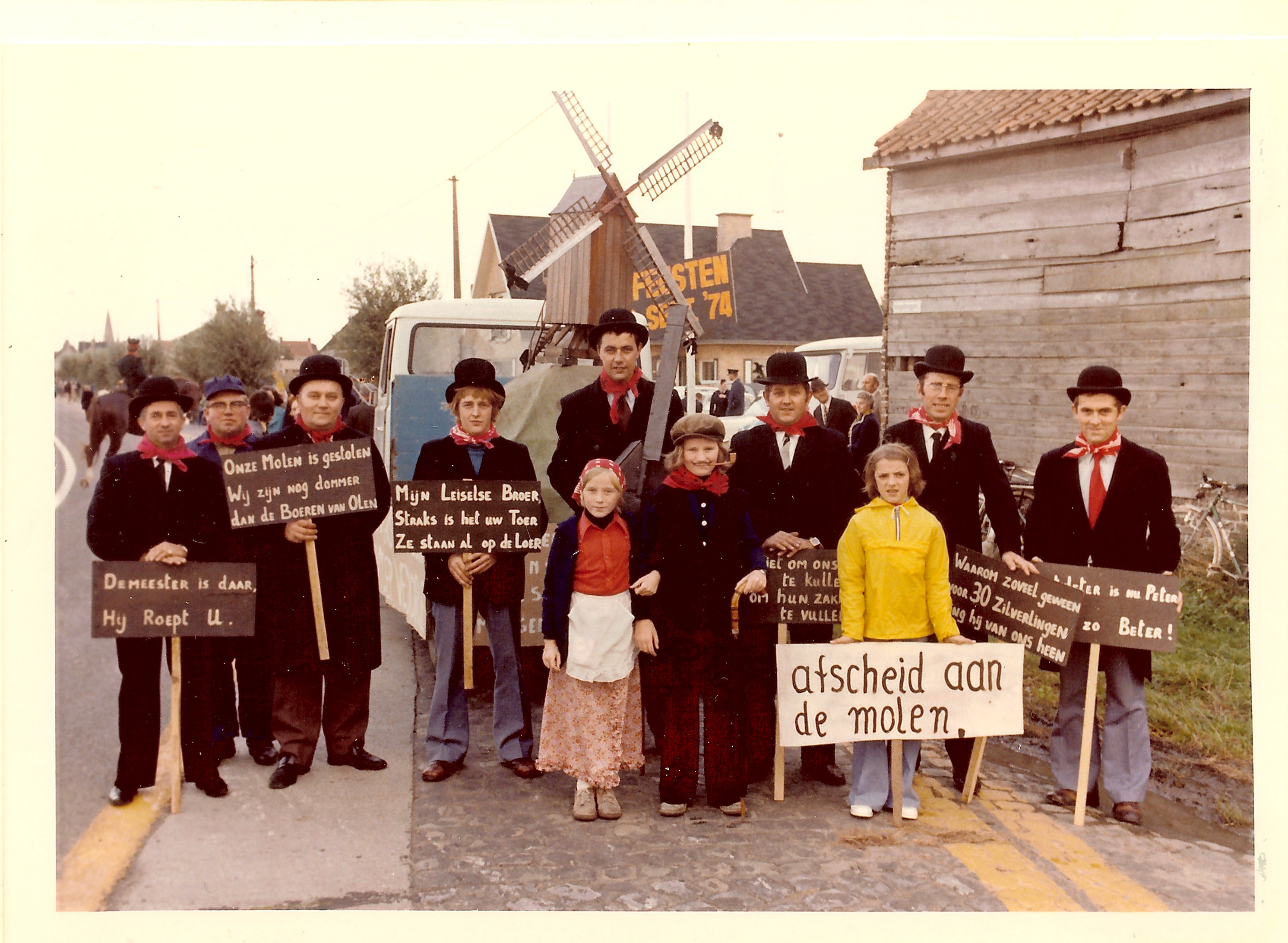
Gijverinkhove neemt afscheid van zijn molen tijdens de eerste molenstoet
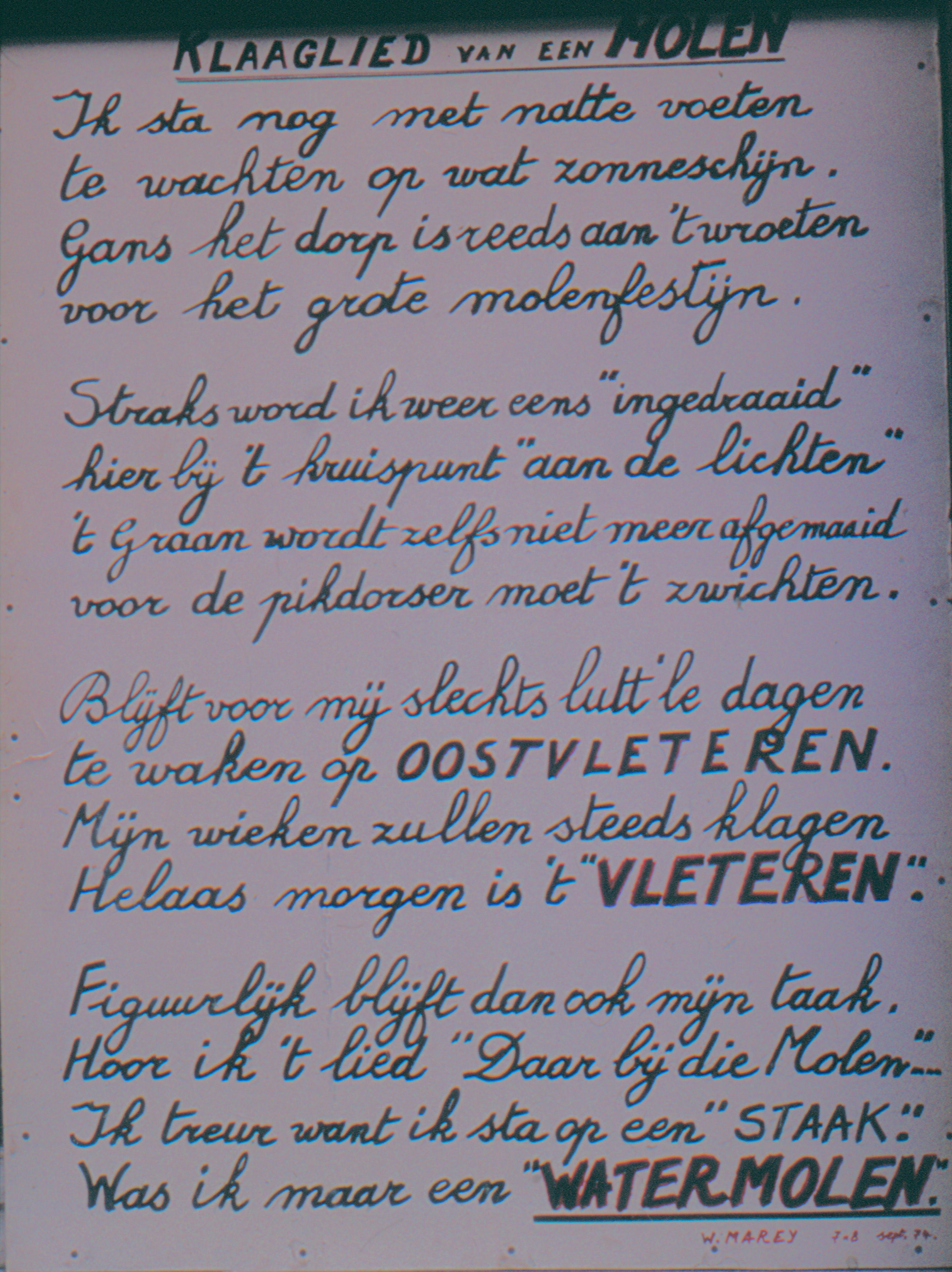
Klaaglied van een molen
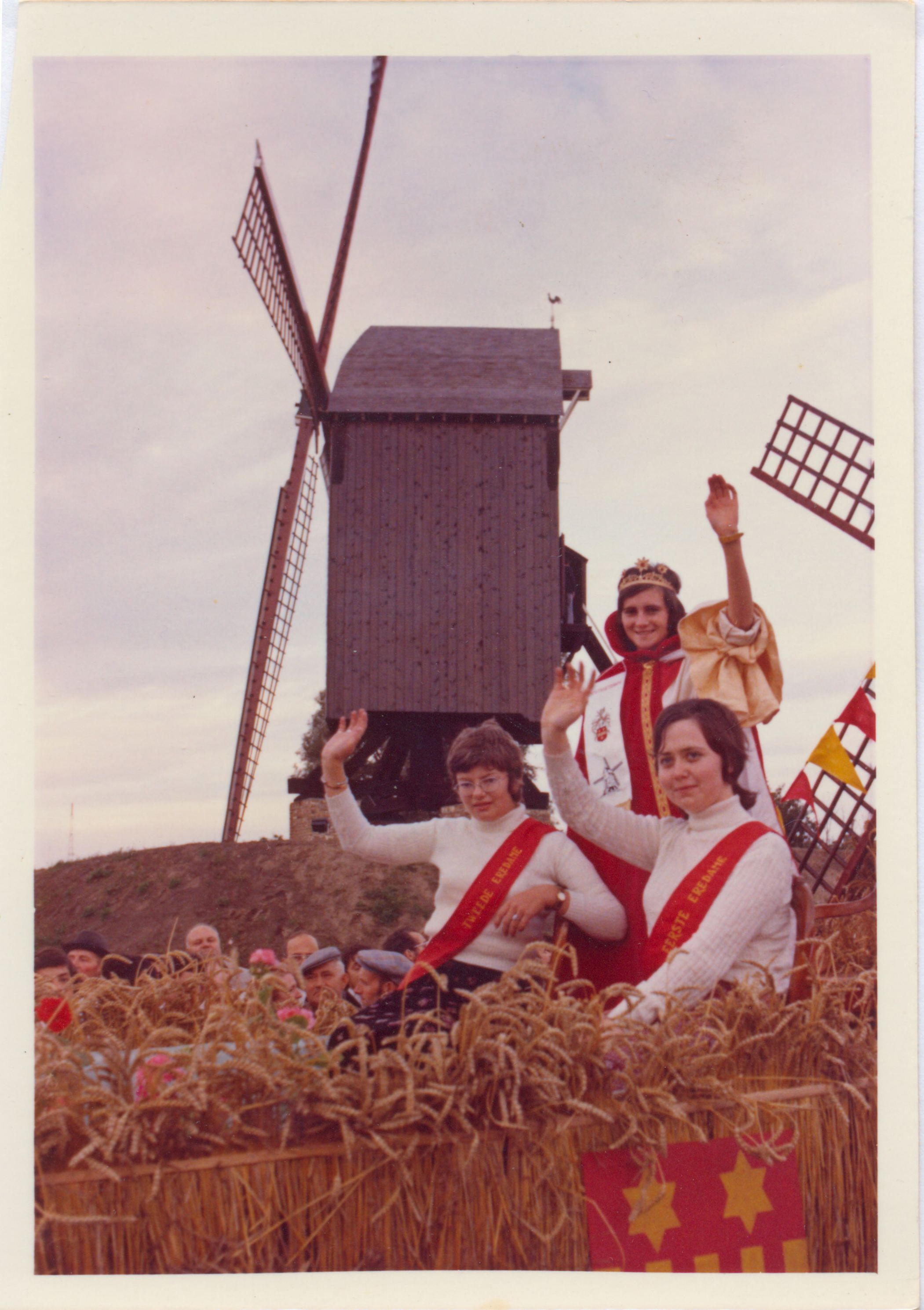
Wagen van de Molenprinses tijdens de eerste Molenstoet in 1974
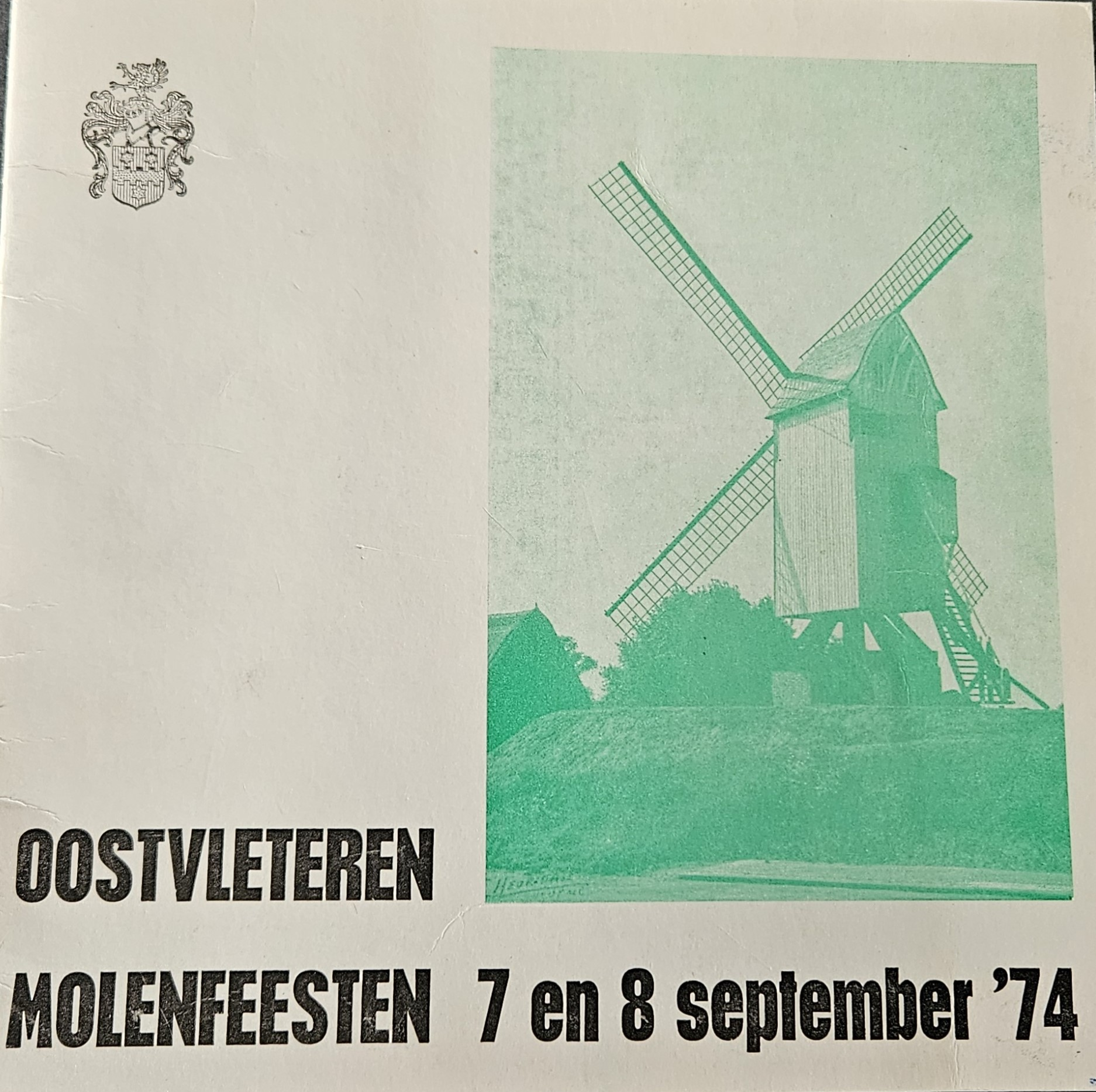
Programmaboekje molenfeesten 1974
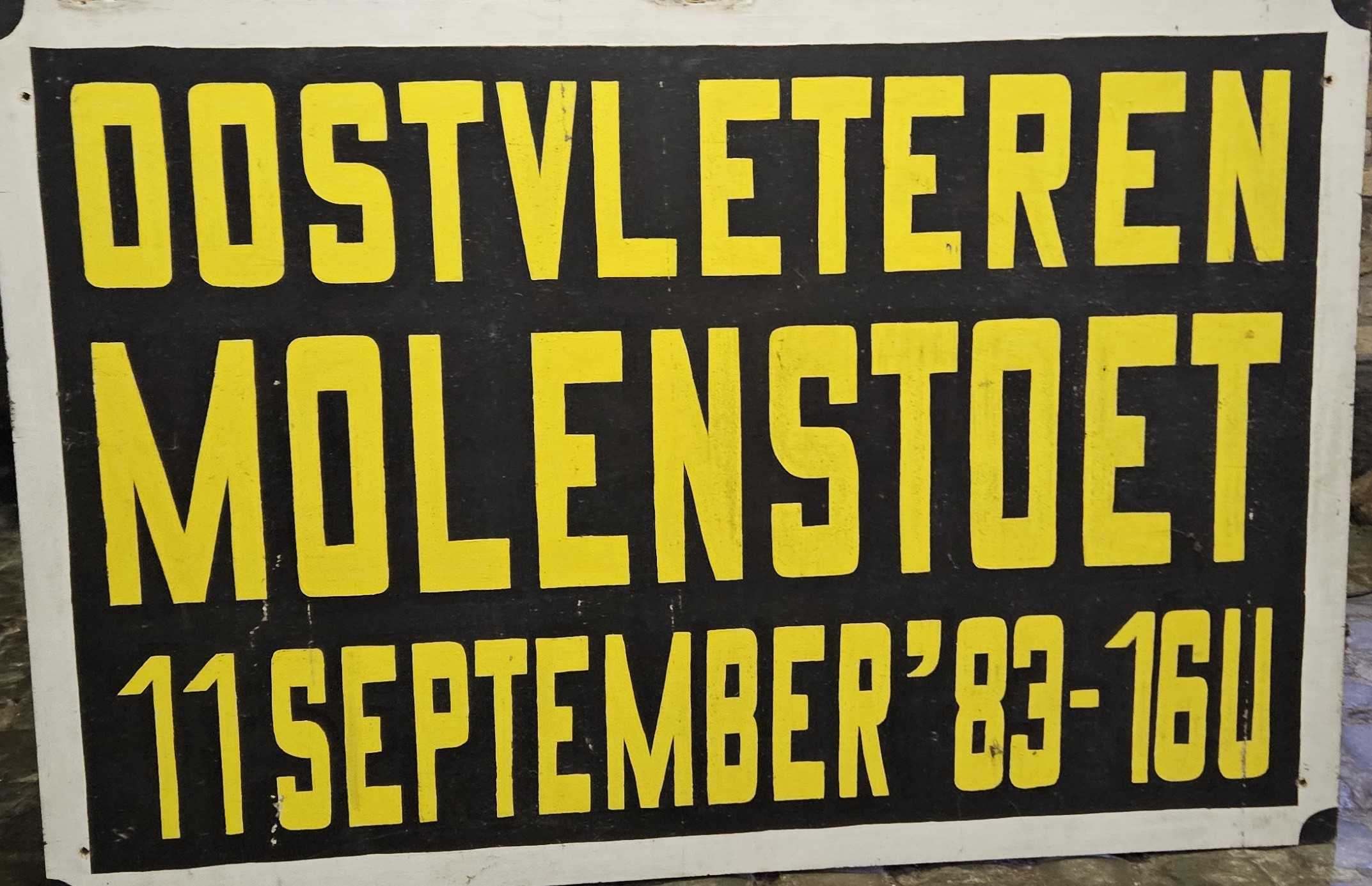
Reclamebord voor langs de weg 1983
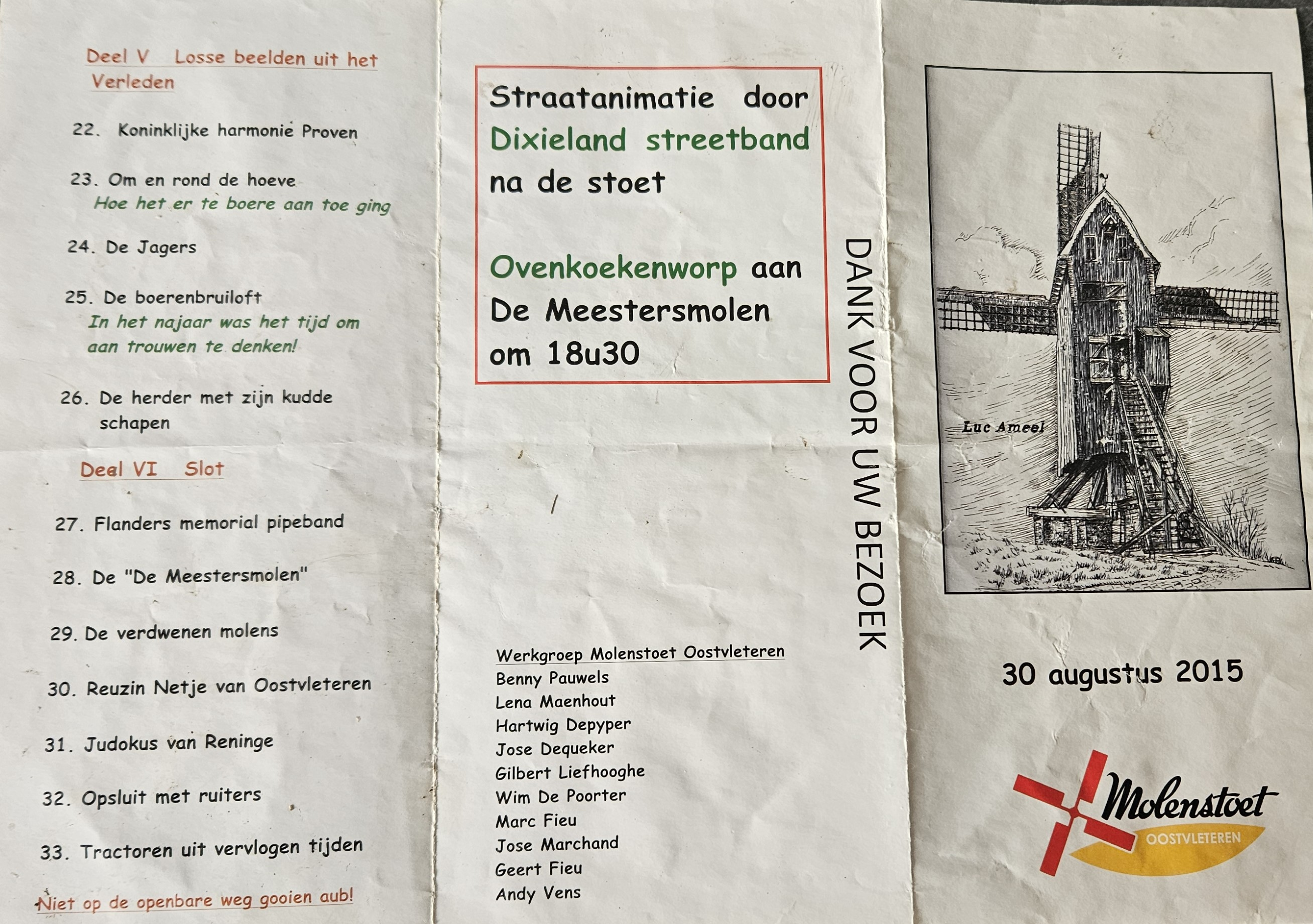
Programmaboekje molenstoet 2015
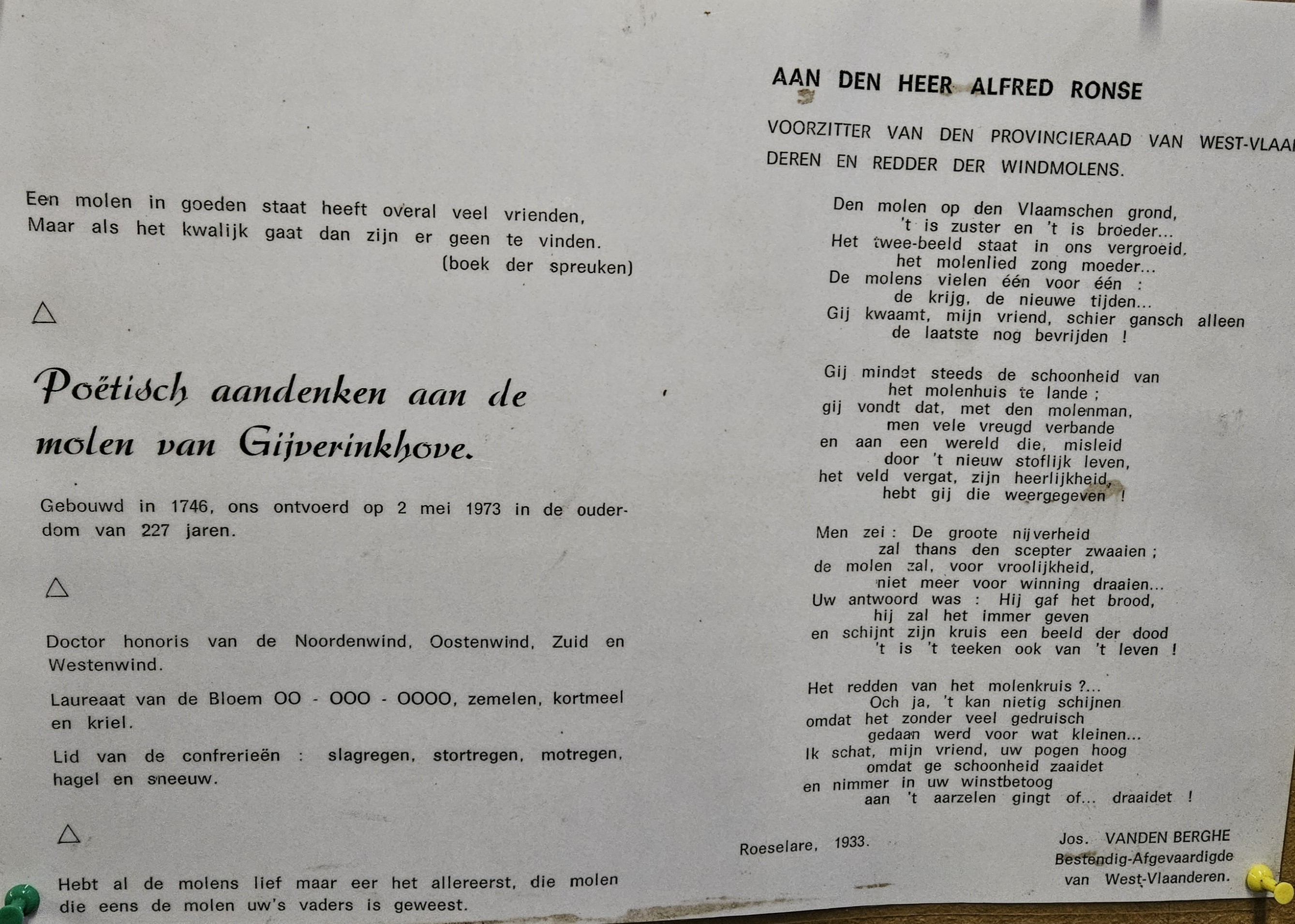
Gedicht als aandenken aan de molen van Gijverinkhove
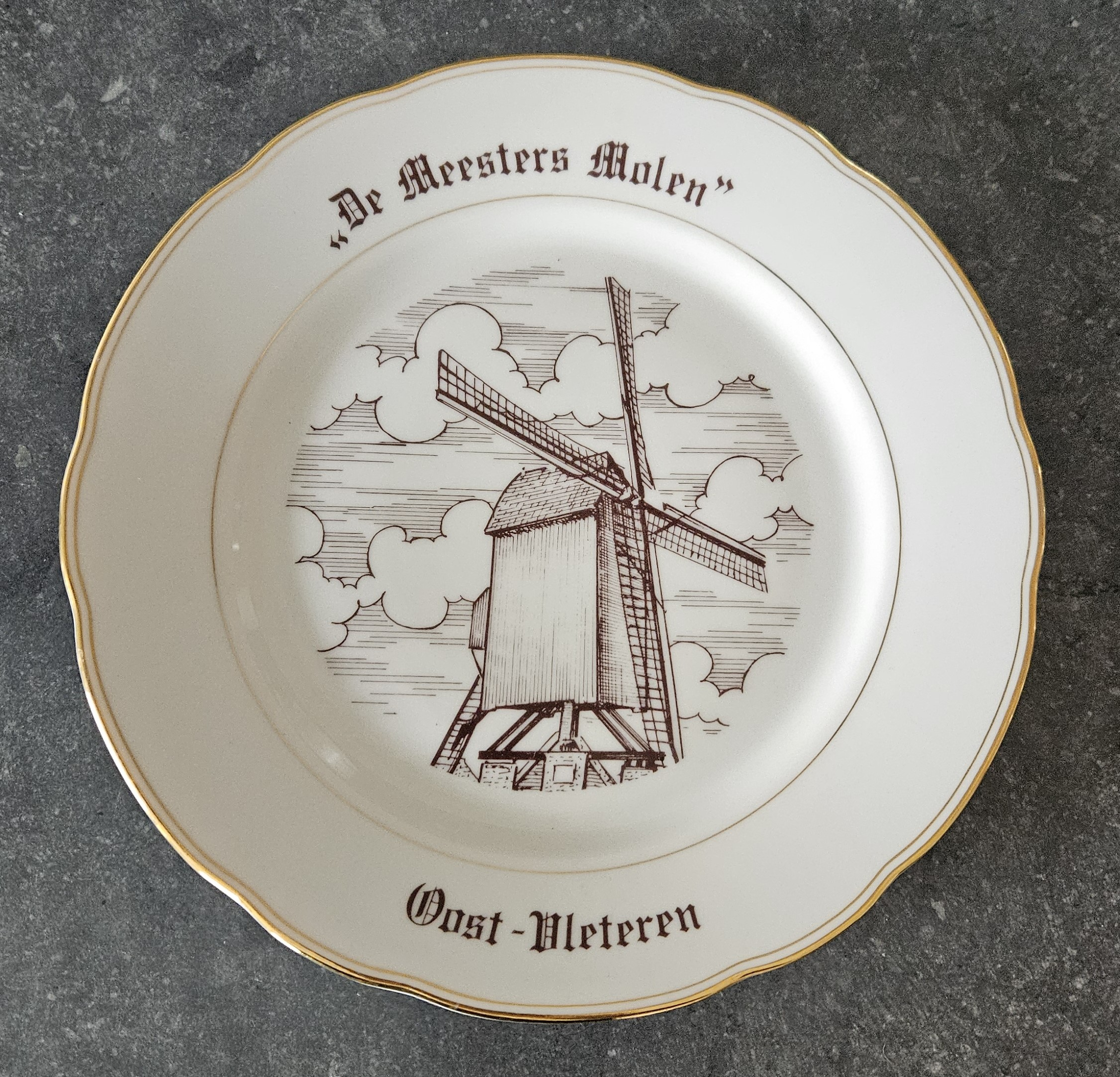
Bord met afbeelding Meestermolen
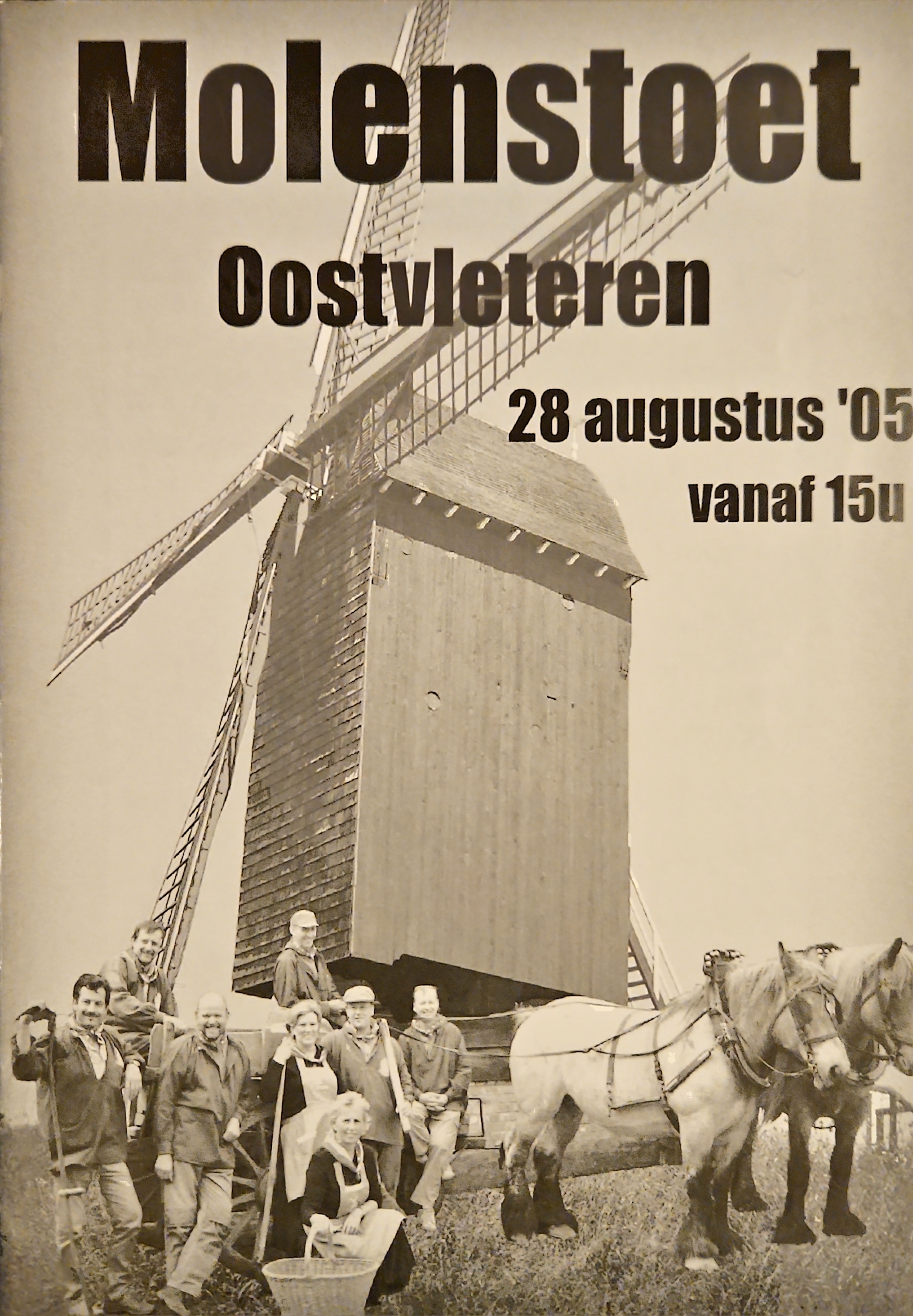
Affiche Molenstoet 2005
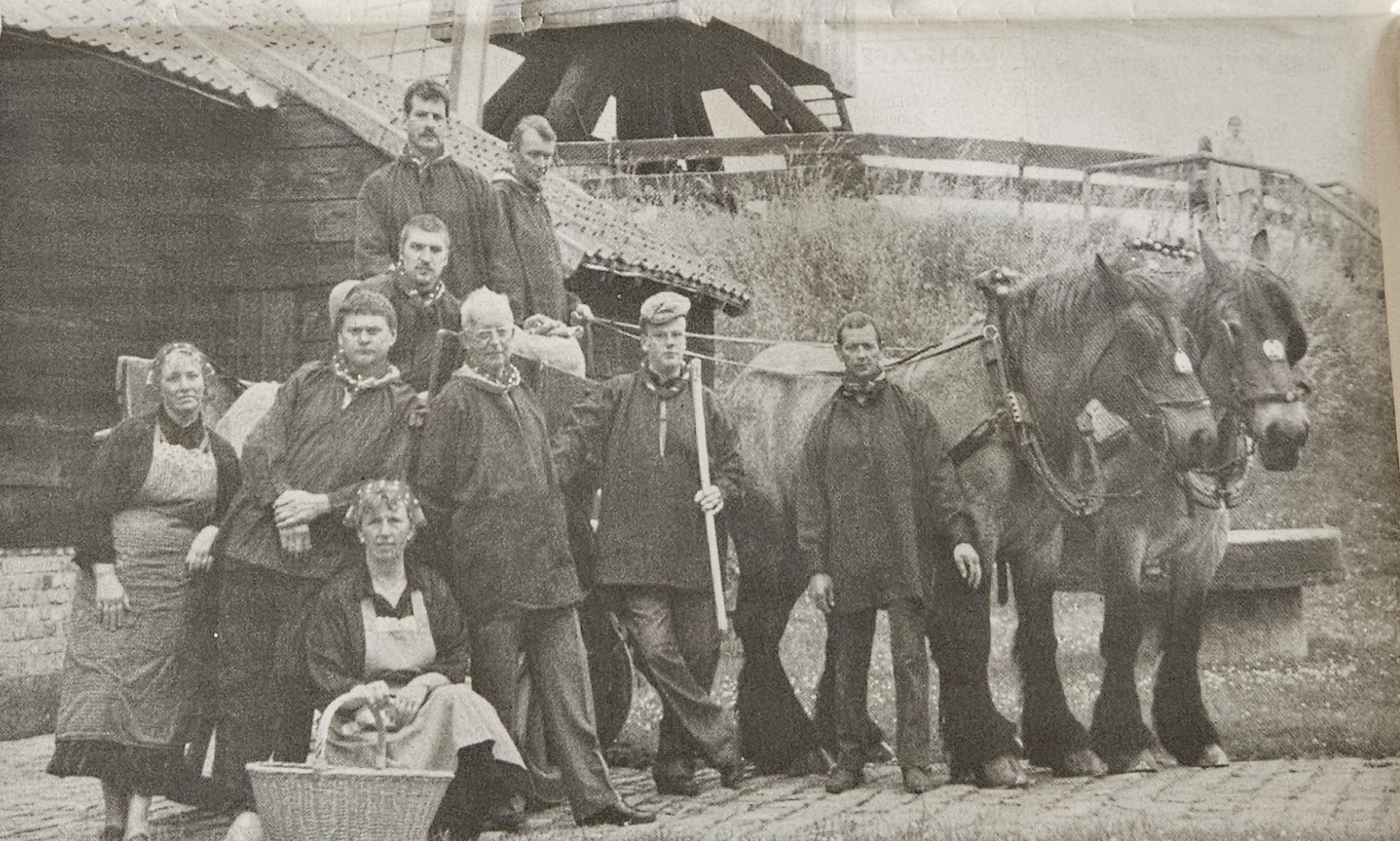
Groepsfoto feestcommissie jaar 2000